# Goldbeck
Goldbeck là một đô thị thuộc huyện Stendal, bang Sachsen-Anhalt, Đức. Đô thị Goldbeck có diện tích km², dân số thời điểm ngày 31 tháng 12 năm 2006 là 1610 người.